# Hlince (Kostomlaty pod Milešovkou)
Hlince jsou malá vesnice, část obce Kostomlaty pod Milešovkou v okrese Teplice. Nachází se asi 1,5 kilometru severovýchodně od Kostomlat pod Milešovkou. V roce 2011 zde trvale žilo patnáct obyvatel.
Hlince leží v katastrálním území Kostomlaty pod Milešovkou o výměře 11,15 km².

## Historie
První písemná zmínka o vesnici pochází z roku 1333.

## Obyvatelstvo
Při sčítání lidu v roce 1921 zde žilo šedesát obyvatel (z toho 29 mužů), z nichž bylo osm Čechoslováků a 52 Němců. Všichni se hlásili k římskokatolické církvi. Podle sčítání lidu z roku 1930 měla vesnice 51 obyvatel: čtyři Čechoslováky a 47 Němců. I tentokrát všichni byli římskými katolíky.
|                                                                                    | 1869 | 1880 | 1890 | 1900 | 1910 | 1921 | 1930 | 1950 | 1961 | 1970 | 1980 | 1991 | 2001 | 2011 |
| ---------------------------------------------------------------------------------- | ---- | ---- | ---- | ---- | ---- | ---- | ---- | ---- | ---- | ---- | ---- | ---- | ---- | ---- |
| Obyvatelé                                                                          | 51   | 52   | 42   | 50   | 54   | 60   | 51   | 33   | 33   | 31   | 15   | 11   | 9    | 15   |
| Domy                                                                               | 8    | 8    | 9    | 9    | 11   | 12   | 12   | 11   | .    | 7    | 6    | 6    | 6    | 11   |
| Počet domů z roku 1961 je zahrnut v domech místní části Kostomlaty pod Milešovkou. |      |      |      |      |      |      |      |      |      |      |      |      |      |      |

## Galerie

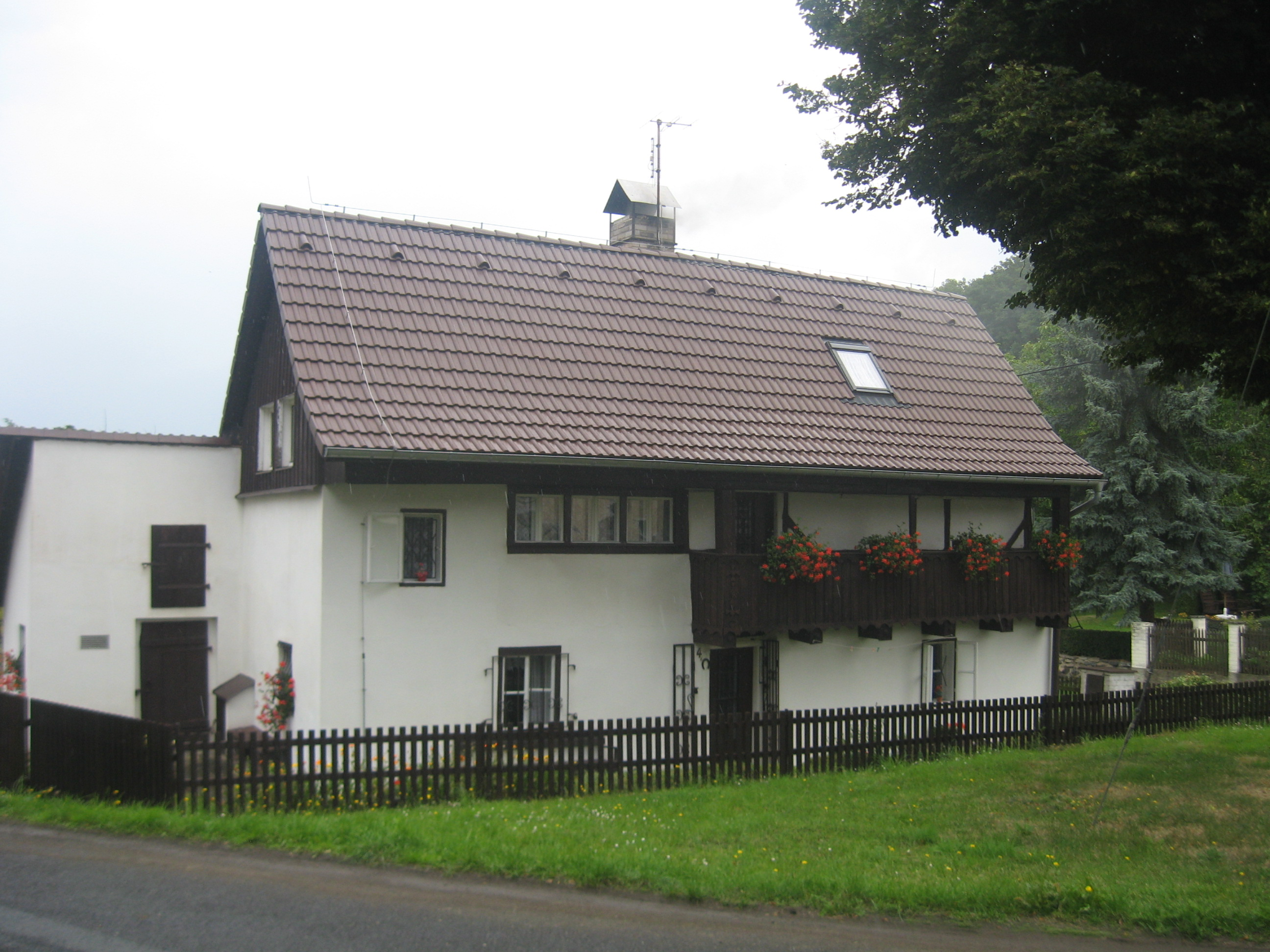
Dům čp. 4
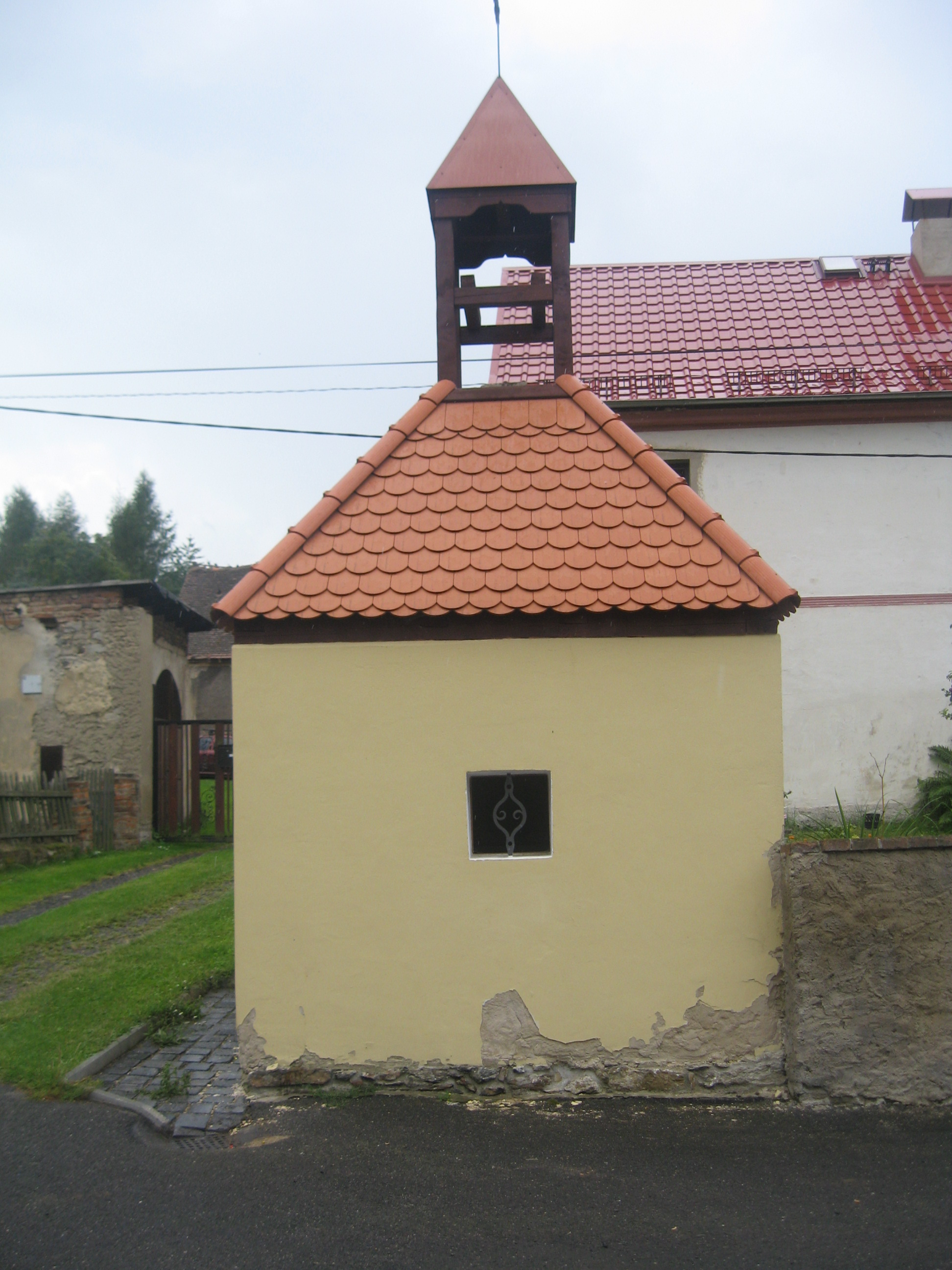
Kaplička na návsi